# 最美好的自己
《最美好的自己》，日本女歌手中島美嘉的第32張單曲。2010年8月25日發行。

## 發行版本
- 初回限定生產盤（CD+DVD）
- 通常盤（CD ONLY）

## 概述
- 與「ALWAYS」相隔約7個月的新作，專輯「STAR」的先行單曲。
- 分初回生產限定盤跟通常盤兩版本，並分別以1000日元及500日元的低價發售。
- 與「ORION」一樣，為宮藤官九郎製作的連續劇的插曲，中島本人亦出演當中。
- 連續6週高據USEN的J-POP綜合點播排行榜冠軍，更新2005年EXILE的「只是…想見你」的連續5週獲得排行榜冠軍的紀錄[2]，並獲得排行榜年間冠軍[3]。
- PV挑戰於水中拍攝[4]。

## 收錄曲

### CD
1. 最美好的自己
  - 作詞・作曲・編曲：杉山勝彦
  - TBS連續劇「自戀刑警」插曲
2. 最美好的自己（Reggae Disco Rockers Remix）
3. 最美好的自己（Instrumental）

### DVD
1. 最美好的自己（Music Video）

## 備註
1. ↑  2010年 年間トップ100 ダウンロード・ランキング 的存檔，存档日期2011-06-12.、mora。
2. ↑  . オリコン. 2010-09-28  [2011-02-08]. （原始内容存档于2013-07-02）.
3. ↑  . まんたんウェブ. 2010-12-09  [2011-02-08]. （原始内容存档于2012-07-10）.
4. ↑  .   [2012-02-19]. （原始内容存档于2016-03-04）.